# Eduard Beck

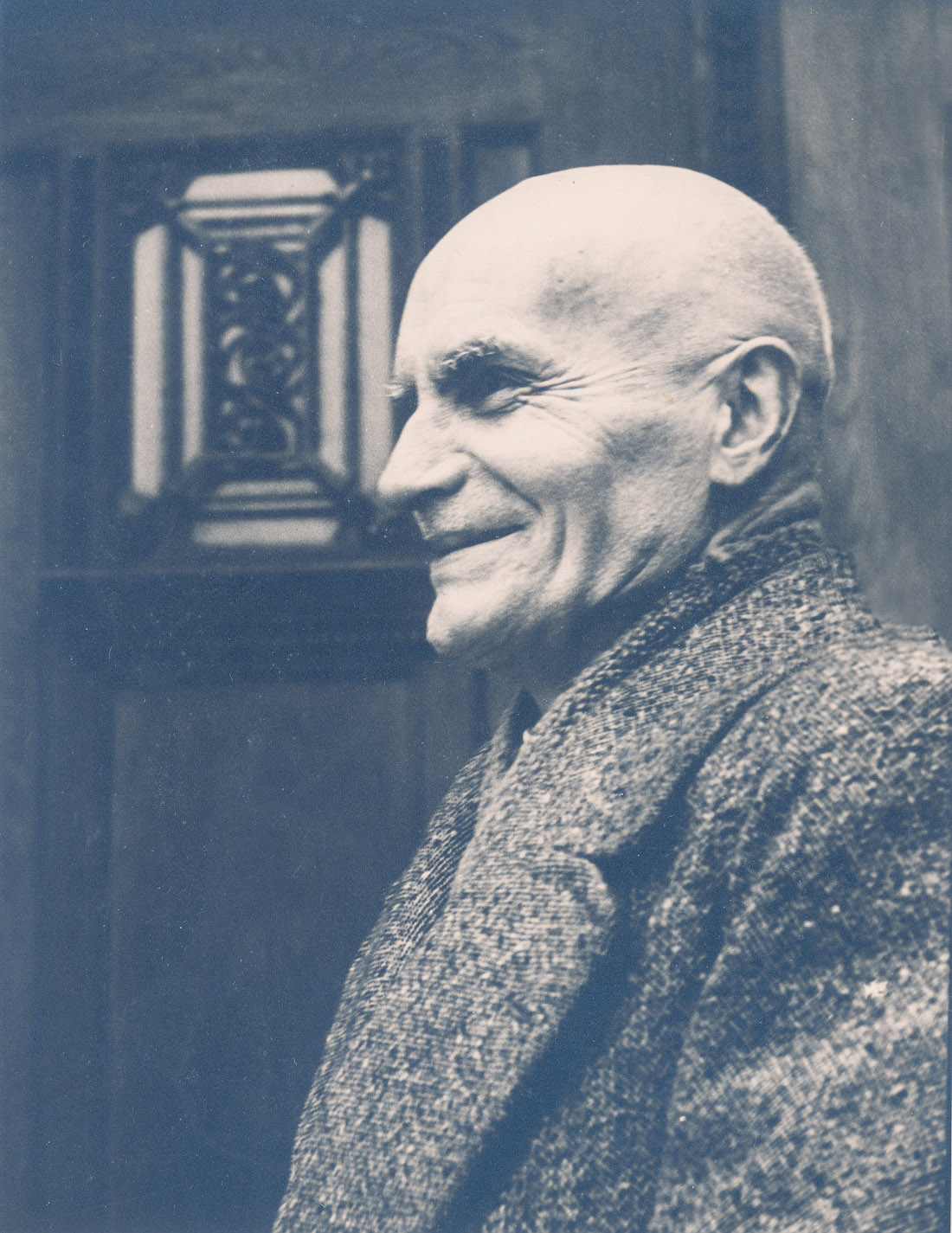
Eduard Beck (um 1948)

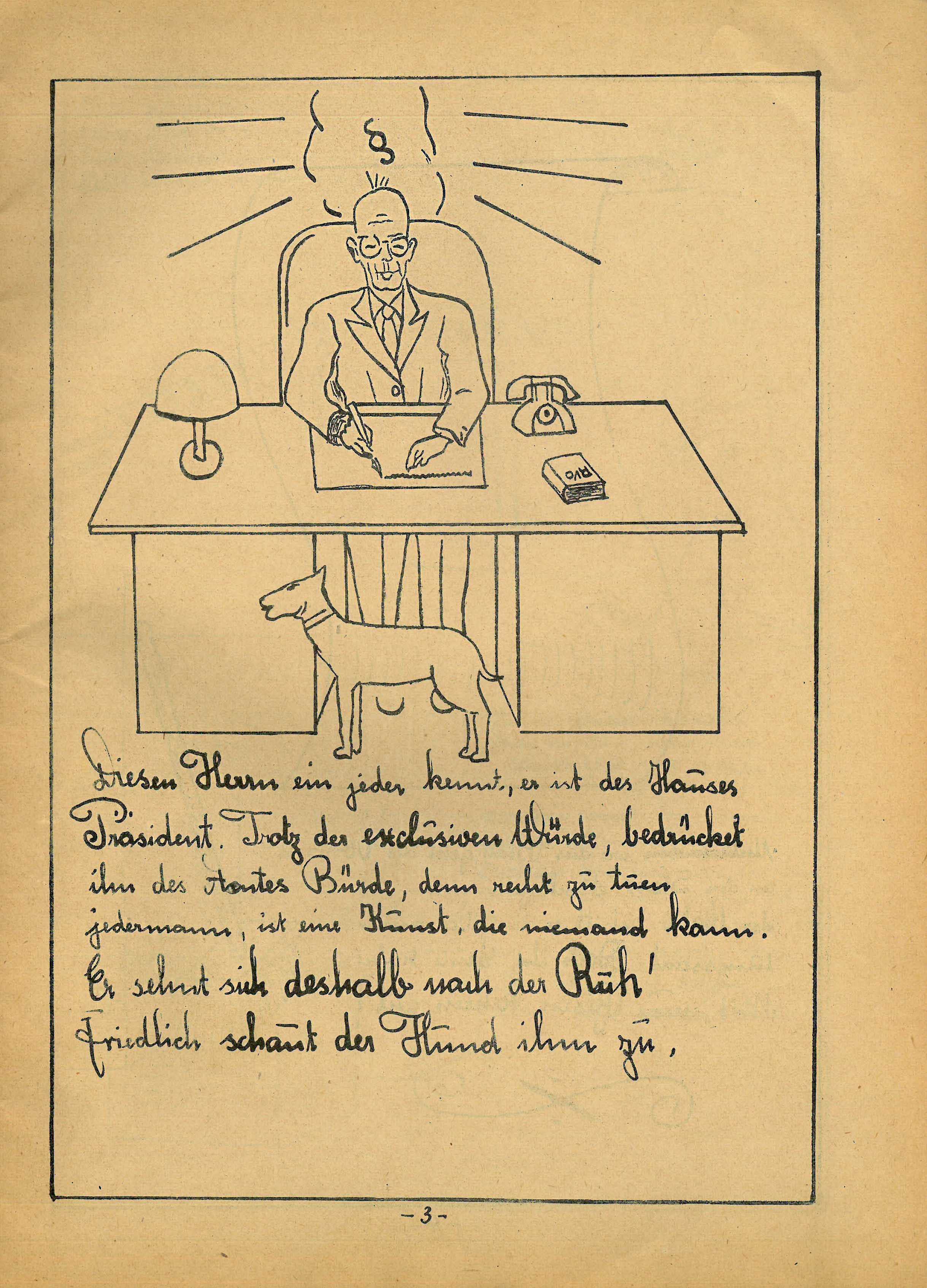
Eduard Beck karikiert in der Mitarbeiterzeitschrift Lustige Blätter zur Betriebsfeier der LVA, April 1948.

Eduard Beck (* 29. April 1884 in Bischheim (Elsass); † 15. Dezember 1966 in Speyer) war ein deutscher Heraldiker, Genealoge und Verwaltungsjurist. Von 1945 bis 1948 war er Präsident der Landesversicherungsanstalt (LVA) in Speyer, der heutigen Deutschen Rentenversicherung (DRV) Rheinland-Pfalz.

## Leben
Eduard Beck besuchte in Bischheim von 1890 bis 1895 die Volksschule. Nach seinem Abitur im Jahr 1903 studierte er bis 1908 Geschichte, Philosophie, Rechts- und Staatswissenschaften an der Universität Straßburg und der Universität München. Von 1909 bis 1915 war er Referendar im elsässisch-lothringischen Justizdienst und wirkte anschließend von 1915 bis 1918 als Gerichtsassessor am Amtsgericht Weißenburg im Elsass sowie 1919 in Speyer. Von 1920 bis 1934 war er Regierungsrat am Bezirksamt Ludwigshafen am Rhein. 1928 erfolgte in Heidelberg seine Promotion zum Dr. jur. 1934 bis 1935 trat er seinen Dienst als Regierungsrat am Oberversicherungsamt in Speyer an. Er war Regierungsrat von 1935 bis 1945 in der LVA Pfalz und ihrer Nachfolgerin, der LVA Westmark. Als Heraldiker und Genealoge brachte Beck 1928 das Werk „Grundfragen der Wappenlehre und des Wappenrechts“ heraus.
Nachdem die LVA Westmark nach dem Zweiten Weltkrieg aufgelöst worden war, nahm die LVA ihre Arbeit in der französisch besetzten Pfalz wieder auf, Beck wurde von den Franzosen als erster Leiter der LVA eingesetzt, unter anderem organisierte er die Ausdehnung der LVA auf weitere Teile der französischen Besatzungszone. Seit Juli 1947 war Beck Präsident der LVA Rheinland-Pfalz, die diesen Namen infolge der Landesgründung erhielt. Seinen weiteren Karriereambitionen blieb die Unterstützung durch die Landesregierung versagt. 1948 ging Beck in den Ruhestand. Sein Nachfolger wurde Hermann Langlotz.

## Veröffentlichungen
- Edward Beck: Grundfragen der Wappenlehre und des Wappenrechts. Ein Versuch und ein Beitrag zum Ausbau der Wappenwissenschaft. Zugl. Dissertation 1928. Veröffentlichung der Pfälzischen Gesellschaft zur Förderung der Wissenschaften, Jäger Verlag, Speyer 1931.